# Лю Чуаньчжи
Лю Чуаньчжи (кит. трад. 柳傳志, упр. 柳传志, пиньинь Liǔ Chuánzhì, палл. Лю Чуаньчжи; род. 29 апреля 1944, Чжэньцзян) — китайский предприниматель. Лю является основателем Lenovo, крупнейшего в мире поставщика персональных компьютеров по объему продаж. Он остается одним из лидеров компании.

## Ранние годы
Лю родился 29 апреля 1944 году в городе Чжэньцзян, провинция Цзянсу, где его дед по отцовской линии был главой традиционного китайского банка. Дед Лю отправил своего сына, Лю Гушу, учиться в Шанхай. Лю Гушу отказался от стипендии и сдал экзамен для работы в Банке Китая. Лю Гушу был «патриотическим капиталистом», который тайно работал на коммунистическую партию до революции 1949 года. Он занял руководящую должность в Банке Китая, а затем стал патентным юристом и председателем Китайской компании по лицензированию технологий. Дед Лю Чуаньчжи по материнской линии служил министром финансов у военачальника Сунь Чуаньфана. После победы коммунистов в 1949 году семья Лю переехала в Пекин, где они жили в традиционном доме с внутренним двором, расположенном на хутуне в районе Ванфуцзин. Отец Лю продолжил работу в Банке Китая и вступил в Коммунистическую партию Китая. Там отец Лю приобрёл репутацию честного и опытного банкира.
После окончания средней школы в 1962 году Лю Чуаньчжи подал заявление о приёме на службу в качестве военного летчика и сдал экзамены. Несмотря на революционные заслуги своего отца, Лю был признан негодным к военной службе, поскольку один из его родственников был осуждён как правый. Осенью того же года Лю поступил в Институт телекоммуникационной техники Народно-освободительной армии, ныне известный как Университет Сиань. Из-за его политического и классового происхождения Лю посчитали непригодным для изучения столь деликатных предметов и направили изучать радиолокацию. Во время учебы Лю получил представление о вычислительной технике.
Во время Культурной революции Лю был заклеймён как «интеллектуальный элемент». Он хотел вступить в Коммунистическую партию, но это встретило сопротивление: его однокурсники сказали, что у него нет необходимого «чувства к рабочим и крестьянам». Лю окончил университет в 1968 году и был направлен в Чэнду для проведения исследований в научно-исследовательском институте. Первым его заданием было привезти захваченные американские радарные системы, разобрать их и использовать полученные знания для разработки способов усовершенствования китайских военных радарных систем. Однако через несколько месяцев он был отправлен на государственную рисовую ферму недалеко от Макао в Гуандуне. Оттуда его отправили на ферму в Хунань, где проводилось перевоспитание через тяжелый труд. Лю вернулся в Пекин, где в 1970 году занял должность инженера-администратора в Компьютерном институте, который ранее разработал мейнфреймы Number 104, Number 109 и Number 111. Лю работал над созданием компьютера-мейнфрейма Number 757. В 1984 году он ушёл в отставку, чтобы стать сотрудником кадровой службы Китайской академии наук. Он оставался там до тех пор, пока не стал одним из основателей компании Legend в 1984 году.

## Семья
- Отец — Лю Гушу (10 июня 1921 — 5 сентября 2003), окончил Шанхайский университет в 1944 году. Вступил в Коммунистическую партию Китая в 1947 году. В 1984 году 63-летний Лю Гушу основал компанию China Patent Agent (Hong Kong) Co., Ltd. В 1993 году участвовал в создании Beijing Liushen Intellectual Property Company, которая позже была переименована в Liushen Intellectual Property Law Firm.
- Жена — Гун Госин, окончила Сианьский университет[англ.]. Вышла замуж за Лю Чуаньчжи в 1969 году, затем в 1970 году была направлена на работу в Институт вычислительной техники Китайской академии наук. В 1984 году вместе с мужем стала соучредительницей компании New Technology Developer Incorporated (предшественницы Lenovo Group). Есть сын и дочь.
  - Старший сын — Лю Линь (род. 1970), окончил факультет компьютерных наук Пекинского университета почты и телекоммуникаций[англ.] со степенью бакалавра, а также Колумбийский университет со степенью магистра компьютерных наук. После окончания учёбы в течение полугода стажировался в Lenovo.
  - Дочь — Лю Цин (род. 16 июня 1978), бакалавр компьютерных наук Пекинского университета, магистр компьютерных наук Гарвардского университета. В 2002 году работала банковским аналитиком в Goldman Sachs в Гонконге. В 2004 году была переведена на должность аналитика в департамент инвестиций, а в 2008 году повышена до исполнительного директора. 28 июля 2014 года Лю Цин устроилась в DiDi на должность главного операционного директора, а 4 февраля 2015 года была назначена президентом DiDi.